# Castaways Hotel and Casino
Castaways Hotel and Casino – w przeszłości hotel i kasyno, działające przy Boulder Strip w Las Vegas, w amerykańskim stanie Nevada.
Castaways składał się z 19–piętrowej wieży hotelowej z 445 pokojami, kasyna o powierzchni 7.400 m², a także przyległego pola kempingowego.

## Historia
Obiekt został otwarty w 1954 roku jako Showboat Hotel and Casino, którego grupą docelową byli lokalni mieszkańcy Las Vegas i jego okolic. Hotel przynosił wysokie zyski, aż do lat 90. XX wieku, kiedy to nie był w stanie konkurować z wielkimi kompleksami powstającymi przy Las Vegas Strip.
W marcu 2000 roku Showboat zmienił właścicieli i przybrał nazwę Castaways, której towarzyszyła zmiana wystroju wnętrz na klimat mórz południowych. Nowi właściciele nie byli jednak w stanie odbudować marki dawnego Showboat; sytuację pogorszył również spadek wpływów turystycznych w całym Las Vegas, spowodowany atakami terrorystycznymi z 11 września 2001 roku. Jako że zarząd obiektu nie regulował wymaganych płatności, Castaways został przejęty przez towarzystwo hipoteczne, które następnie, na aukcji, sprzedało hotel korporacji Station Casinos.
Castaways zakończył działalność w 2004 roku, a w lipcu 2005 roku rozpoczęły się prace rozbiórkowe. 11 stycznia 2006 roku budynek został poddany procesom implozji.